# موسى دادة بلخير
موسى دادة بلخير سياسي جزائري، أستاذ جامعي، وزير التكوين والتعليم المهنيين الجزائري عينه الرئيس عبد العزيز بوتفليقة بـحكومة بدوي.

## نشأته ودراسته

### نشأته
ولد بورقلة يوم 24 سبتمبر 1958.

### دراسته
- شهادة البكالوريوس يونيو/جوان 1979.[7]

- شهادة الدراسات العليا في الكيمياء، جامعة قسنطينة سنة 1984.

## المناصب التي تقلدها
- وزيرا للتكوين والتعليم المهنيين من 1 أفريل 2019 إلى الآن.[3][8]

- رئيس جامعة غرداية من سبتمبر 2015 حتى 31 مارس 2019.[9]
- رئيس مجلس إدارة جامعة الأغواط.
- رئيس مجلس إدارة المركز الجامعي تمنراست.[10]
- مدير جامعة غرداية.[10]
- أمين عام لكلية الحقوق جامعة ورقلة.
- رئيس مجلس إدارة مركز الجامعي إليزي.
- رئيس مجلس إدارة المركز الجامعي تندوف.
- عميد كلية العلوم والتكنولوجيا وعلوم المواد 2009-2012.
- عميد كلية العلوم والهندسة أكتوبر 2001-2009.
- مدير مختبر البحوث حماية النظم الإيكولوجية في المناطق القاحلة وشبه القاحلة 2002-2009.
- مدير معهد العلوم الدقيقة في المركز الجامع ورقلة 2000-2001.
- عضو في المجلس التربوي لجامعة التكوين المتواصل (UFC) من ورقلة.
- ممثل عن وزارة التعليم العالي والبحث العلمي في المجلس التوجيهي للمعهد الوطني العالي لتدريب المديرين التنفيذيين الشباب في ورقلة بناءً على قرار مدير المركز الجامع ورقلة بتاريخ 30/06/1998 حتى اليوم.
- ممثل عن وزارة التعليم العالي والبحث العلمي على مستوى المجالس الإرشادية لمراكز التدريب المهني كمدير للمدرسة العليا للاساتذة ورقلة.
- رئيس لجنة الأعمال الاجتماعية من 15/06/1992 إلى 30/06/1995.
- عضو المجلس العلمي من فبراير 1991-1995.
- عضو في أكاديمية CCDU في قسنطينة.
- عضو في اللجنة المشتركة للأساتذة المساعدين.